# Ajedaque (mitologia)
Ajedaque (em armênio: Աժդա(հա)կ; romaniz.: Ažda(ha)k) é a forma armênia do nome do demônio avéstico Aji Daaca. Na mitologia iraniana, está preso no Monte Damavande, mas no fim dos tempos irá escapar, para ser finalmente derrotado por Feredum. Em sua História da Armênia, o escritor armênio Moisés de Corene identificou Ajedaque com o rei medo Astíages (r. 564–550 a.C.). O nome de Astíages (que é a transliteração grega do iraniano antigo *Aršti-vaiga) era semelhante ao de ajedaque, e o nome Mada ('Medo') era pronunciado em armênio como mar, que significa cobra nas línguas iranianas. A forma armênia foi emprestada do parta (compare o parta maniqueísta 𐫀𐫋𐫅𐫍𐫀𐫃‎ ʾjdhʾg).